# Айзенахці
Айзенахці, або ейзенахці (нім. eisenacher) — представники німецького робітничого руху другої половини ХІХ століття; члени Соціал-демократичної робітничої партії Німеччини, названі за містом Айзенах (Ейзенах), де на всезагальному німецькому робітничому з'їзді 1869 року й було засновано СДРПН.
До відомих айзенахців належали Август Бебель, Вільгельм Лібкнехт та Вільгельм Бракке.
1875 року в місті Гота айзенахці об'єдналися з лассальянцями, створивши єдину Соціалістичну робітничу партію Німеччини (пізніше, в 1890 році вона стала Соціал-демократичною партією Німеччини).